# Aeropuerto de la Isla Canton
El Aeropuerto de la Isla Canton  (en inglés: Canton Island Airport) (IATA: CIS, ICAO: PCIS) es un aeropuerto de emergencia situado en la escasamente poblada isla de Cantón, en las islas Phoenix, en la República de Kiribati un país de Oceanía. Tiene una sola pista de aterrizaje de 6.230 pies ( 1.900 m) de longitud, pavimentadas con asfalto . A pesar de que fue una vez una parada importante en las rutas transpacíficas de aerolíneas comerciales, está en abandonada su mayor parte .
Durante la Segunda Guerra Mundial, Kantón (entonces escrito "Cantón" )  se consideraba parte de la colonia Gilbert y Islas Ellice controlada por los británicos. El aeropuerto fue utilizado como campo de aviación militar durante la Segunda Guerra Mundial por las Fuerzas Aéreas del Ejército de los Estados Unidos en 1942 y 1943.